# Star Wars: Episodio II - L'attacco dei cloni (fumetto)
Star Wars: Episodio II - L'attacco dei cloni (Star Wars: Episode II - Attack of the Clones in inglese) è una serie a fumetti statunitense, pubblicata in quattro parti a cadenza settimanale dalla Dark Horse Comics tra il 24 aprile e l'8 maggio 2002, scritta da Henry Gilroy e disegnata da Jan Duursema.
Si tratta dell'adattamento a fumetti del film Star Wars: Episodio II - L'attacco dei cloni della trilogia prequel. Fa parte dell'Universo espanso.

## Trama
Padmé Amidala atterra su Coruscant. Tuttavia, la sua nave e la sua dama sono colpiti da una bomba. Le vengono quindi, assegnati il cavaliere Jedi Obi-Wan Kenobi e il suo apprendista Anakin Skywalker per proteggerla. Più tardi, Jango Fett incarica la cacciatrice di taglie Zam Wesell di uccidere la senatrice con dei velenosi kouhuns. Dopo un inseguimento con i due Jedi su uno speeder che si fanno largo nei cieli di Coruscant, riescono a catturarla in un bar. Prima che possa rivelare il nome del cacciatore di taglie che l'ha ingaggiata, Fett la uccide. Più tardi, Kenobi tenta di individuare Fett, cercando di risalire alla provenienza del dardo avvelenato che ha ucciso Zam, mentre Skywalker fa da guardia del corpo personale ad Amidala, di ritorno su Naboo. Kenobi, arrivato su Kamino, scopre un esercito di cloni creato apposta per la Repubblica Galattica. I kaminoanai, riferiscono a Obi-Wan che la creazione dei cloni è stata ordinata dal Maestro Jedi Sifo-Dyas, ucciso quasi dieci anni prima. Scoperta l'identità del mandante del tentato omicidio della senatrice, Jango Fett (aiutato dal figlio Boba) ingaggia un duello con il Jedi. Su Naboo, Anakin rivela i suoi sentimenti a Padmé, che quest'ultima non ricambia perché si tratta di un amore impossibile. Dopo aver avuto delle visioni di morte sulla madre, Anakin si reca sul suo pianeta natale Tatooine ma lì scopre da suo marito Cliegg Lars, che Shmi è stata rapita dai predoni Tusken. Anakin riesce a trovarla ma la madre muore tra le sue braccia; in preda alla rabbia uccide tutti i Tusken presenti nel villaggio anche donne e bambini, come confesserà in seguito a Padmé. Dopo aver ricevuto un messaggio dal maestro Obi-Wan in difficoltà, Anakin e Padmé si recano su Geonosis in una fabbrica di droidi per salvarlo. Si scopre che il piano è stato ordito dal Conte Dooku, ex Jedi, che è diventato il leader del movimento separatista. Obi-Wan, Anakin e Padmé vengono condannati a morte nell'arena di Geonosis ma vengono tratti in salvo dai Jedi e dai cloni che iniziano a combattere contro i geonosiani e l'esercito di droidi di Dooku. Quest'ultimo, dopo essersi scontrato con Obi-Wan, Anakin e Yoda, fa ritorno su Coruscant dal suo maestro Darth Sidious riferendoli che sono iniziate le Guerre dei cloni. La storia si conclude con il matrimonio segreto tra Anakin e Padmé su Naboo, in presenza dei soli R2-D2 e C-3PO.